# Bolbapium sculpturatum
Bolbapium sculpturatum is een keversoort uit de familie mesttorren (Geotrupidae). De wetenschappelijke naam van de soort werd in 1829 gepubliceerd door Carl Gustaf Mannerheim.